# العطر (طور الباحة)

تعديل مصدري - تعديل

العطر هي إحدى قرى عزلة طور الباحة بمديرية طور الباحة التابعة لمحافظة لحج، بلغ تعداد سكانها 306 نسمة حسب تعداد اليمن لعام 2004.